# Paolo Checchi
Paolo Checchi (3 marzo 1927 – 1º maggio 1992) è stato un cestista italiano.

## Carriera
In Serie A ha vestito la maglia di Varese dall'anno della fondazione, il 1945, per undici campionati consecutivi.